# Gruppi d'Azione Partigiana
Les Gruppi d'Azione Partigiana (Groupes d'action partisane GAP) également connu sous le nom de Groupes d'action partisane - Armée de libération du peuple, étaient des groupes paramilitaires et de guérilla italiens d'extrême-gauche, marxiste-léniniste et guévariste, fondés et présidé par l'éditeur Giangiacomo Feltrinelli, opérant dans la région de Milan, mais avec des branches également dans celles de Gênes et de Turin, entre 1970 et 1972. L'acronyme GAP a été repris par la formation des Groupes d'action patriotique, une organisation communiste opérant dans la Résistance italienne de 1943 à 1945.
Par ordre de temps, il s’agissait du deuxième groupe armé de gauche, après le Gruppo XXII Ottobre, avec lequel il avait des liens et dont il rassemblait une partie des membres lors de la dispersion du groupe.
L'idée de Feltrinelli était précisément celle d'organiser une armée de libération nationale basée sur la résistance partisane qui, selon lui et d'autres représentants de la gauche socialiste et communiste extraparlementaire, avait été trahie après le 25 avril 1945 par des dirigeants du PCI, présidé par la figure du secrétaire national de l'époque, Palmiro Togliatti, qui avait brutalement avorté toute hypothèse de révolution communiste en Italie. Ces théories ont été énoncées à l'origine par le commandant gappista Giovanni Pesce, dont le nom de guerre était Visone, dans le livre Sans trêve: la guerre du GAP. Les thèses de Visone ont ensuite été exposées dans un livre écrit et imprimé par Feltrinelli lui-même, intitulé Libretto giallo.
Le choix de la lutte armée a été accéléré immédiatement après le massacre de la Piazza Fontana à Milan, qui, selon de nombreux membres de la gauche et des partis démocratiques, était à la base d'un coup d'État par les forces armées. Mais, toujours selon les idées de Giangiacomo Feltrinelli, les formations de gauche auraient dû organiser une armée de libération populaire avec l'aide et le soutien de l'Union soviétique, d'un point de vue économique et militaire, empêcher un coup d'état de la droite; Une idée qui, dans ces années-là, semblait plausible non seulement pour les personnalités de la gauche révolutionnaire et qui serait apparue proche de la concrétisation seulement quelques années plus tard, avec la découverte des évènements de Piano Solo et du Golpe Borghese.

## Liens avec d'autres groupes et proposition du Front de libération populaire
En gardant clairement l'URSS comme point de référence, le GAP a pris ses distances par rapport aux déclarations des autres groupes de travailleurs autonomes, essayant toutefois de créer un front commun entre les différentes organisations de guérilla pour créer le soi-disant Front populaire de libération, auquel au début rejoint les Brigades rouges, une partie substantielle de Potere Operaio surtout parmi les membres de Lavoro Illegale, la jeunesse de Lotta Continua, une partie de Servire il Popolo  et certains membres du Gruppo XXII Ottobre. La divergence sur la question de savoir s'il fallait s'allier à l'URSS, à la Yougoslavie, à la Chine, à l'Algérie ou à Cuba, ou rester autonome de tout pays socialiste ou communiste, ce qui a conduit à la rupture du Front de libération populaire, de sorte que chaque groupe En excluant certaines actions prises ensemble en 1970, la lutte se poursuivait toute seule. Les GAP ont commencé leurs activités au printemps 1970 et les ont achevées le 14 mars 1972, peu après la mort du fondateur Giangiacomo Feltrinelli (retrouvé mort dans un pylône haute tension, où il préparait peut-être une action de sabotage à Segrate).
La majorité des membres du GAP ont rejoint les Brigades rouges.